# Вестеролен
Вестеролен (на норвежки: Vesteraalen) е архипелат в Норвежко море, край северозападното крайбрежие на Скандинавския полуостров, част от територията на Норвегия. Площ 2511 km². На изток и юг протоците Ансфиорд, Вогсфиорд и Уфутфиорд го отделят от континента, а на югозапад протока Хадселфиорд – от Лофотенските острови. Състои се от 6 големи (Хиноя, Лангьоя, Андьоя, Хадсельоя, Гритьоя и Диелдасуоло) и множество по-малки острови. Бреговете са предимна скалисти, а релефа е основно планински с височини 600 – 700 m (максимална връх Мьойсален 1262 m, на остров Хиноя). По крайбрежието е добре изразена е брегова равнина, т.нар. странфлат. Климатът е умерен, морски. Средна януарска температура около 0°С, средна юлска около 12°С, годишна сума на валежите до 2000 mm. Зает е от пасища и торфища, а на места се срещат малки и редки брезови горички. Населението на островите се занимава предимно с морски риболов. Най-голям град Харстад.